# منشأة سيف النصر الشرقية
قرية منشأة سيف النصر الشرقية هي إحدى القرى التابعة لمركز ملوى بمحافظة المنيا في جمهورية مصر العربية. حسب إحصاءات سنة 2006، بلغ إجمالي السكان في منشأة سيف النصر الشرقية 3004 نسمة، منهم 1403 رجال و1601 امرأة.